# Campeonato Capixaba
Het Campeonato Capixaba is het staatskampioenschap voetbal van de Braziliaanse staat Espírito Santo. Espírito Santo is een vrij kleine staat, met slechts 3,5 miljoen inwoners. Op nationaal niveau hebben de clubs uit deze staat dan ook nooit prijzen kunnen pakken. De club staat op een 23ste plaats op de CBF-ranking in 2019, één plaats hoger dan in 2018. De staat mag twee teams afvaardigen naar de nationale Campeonato Brasileiro Série D, tot 2015 was dat nog maar één team. De statelijke bond FEF bepaalt welke teams dit zijn. In 2008 stond de competitie nog op een vijftiende plaats. Sinds 1987 wordt er ook jaarlijks een tweede divisie gespeeld, aanvankelijk Segunda Divisão, maar sinds 2015 Série B, de hoogste divisie wordt dan als Série A bestempeld.

## Geschiedenis
De officiële naam voor het kampioenschap had puur taalkundig Campeonato Espiritosantense moeten zijn, maar de inwoners van de staat worden al sinds jaar en dag Capixaba genoemd. Dit woord is afkomstig uit het Tupi-Guarani en verwijst waarschijnlijk naar de maïsplantages van de eerste Portugese kolonisten, of betekent 'maishaar' naar de blonde koppen van sommige kolonisten.
Het eerste kampioenschap in de staat begon al in 1917. Dit was echter niet het kampioenschap van de staat, maar het kampioenschap van de hoofdstad, Vitória. De vijf clubs die in deze eerste editie meededen kwamen dan ook allen uit deze stad: Rio Branco, América, Moscoso, Barroso en Vitória. Latere gouverneur van de staat, Carlos Lindenberg, speelde in 1917 als centrale verdediger voor América. Pas vanaf 1930 werd het stadskampioenschap omgevormd tot het huidige kampioenschap van de staat Espírito Santo.
Net als de andere staatscompetities in Brazilië wil de competitieopzet van het kampioenschap van Espírito Santo nog weleens veranderen. De hoogste divisie wordt ook wel Série A genoemd, sinds 1987 wordt er ook een Série B gespeeld.

## Nationaal niveau
Bij de invoering van de eerste nationale competitie, de Taça Brasil in 1959, werd elk jaar de staatskampioen gestuurd. Rio Branco nam drie keer deel, Santo Antônio twee keer en Desportiva vijf keer. Bij het rivaliserende kampioenschap, Torneio Roberto Gomes Pedrosa (1967-1970), waaraan meerdere clubs uit de sterkere competities mochten deelnemen was er geen plaats voor de clubs uit Espírito Santo. Bij de start van de Série A was de staat er ook niet bij, pas van 1973 tot 1986 had de club elk jaar een rechtstreekse deelnemer. Desportiva speelde twaalf seizoenen in de Série A, Rio Branco zeven en Vitória en Colatina elk een. Nadat de staat geen rechtstreekse deelnemer meer had, konden enkel Rio Branco in 1987 en Desportiva in 1993 nog in de Série A spelen.
In de Série B is Desportiva met 15 seizoenen de koploper. Verschillende clubs speelden in de Série B, waar tot begin jaren negentig ook nog steevast een vaste deelnemer was. Desportiva speelde nog van 1994 tot 2001 in de Série B en Serra kon in 2000 en 2001 in de Série B spelen.
Met zeven seizoenen is Estrela do Norte koploper in de Série C voor de straat. Na de invoering van de Série D in 2009, werd het opzet van de Série C nu dat van de Série D waardoor de staat elk jaar één deelnemer mag afleveren. Geen enkele club kon sindsdien nog promoveren naar de Série C.

## Winnaars

### Campeonato da Cidade deVitória(kampioenschap stadVitória)
- 1917 América
- 1918 Rio Branco
- 1919 Rio Branco
- 1920 Vitória
- 1921 Rio Branco
- 1922 América
- 1923 América
- 1924 Rio Branco
- 1925 América
- 1926 Floriano
- 1927 América
- 1928 América
- 1929 Rio Branco

### Campeonato Capixaba
- 1930 Rio Branco
- 1931 Santo Antônio
- 1932 Vitória
- 1933 Vitória
- 1934 Rio Branco
- 1935 Rio Branco
- 1936 Rio Branco
- 1937 Rio Branco
- 1938 Rio Branco
- 1939 Rio Branco
- 1940 Americano
- 1941 Rio Branco
- 1942 Rio Branco
- 1943 Vitória
- 1944 Caxias
- 1945 Rio Branco
- 1946 Rio Branco
- 1947 Rio Branco
- 1948 Cachoeiro
- 1949 Rio Branco
- 1950 Vitória
- 1951 Rio Branco
- 1952 Vitória
- 1953 Santo Antônio
- 1954 Santo Antônio
- 1955 Santo Antônio
- 1956 Vitória
- 1957 Rio Branco
- 1958 Rio Branco
- 1959 Rio Branco
- 1960 Santo Antônio
- 1961 Santo Antônio
- 1962 Rio Branco
- 1963 Rio Branco
- 1964 Desportiva
- 1965 Desportiva
- 1966 Rio Branco
- 1967 Desportiva
- 1968 Rio Branco
- 1969 Rio Branco
- 1970 Rio Branco
- 1971 Rio Branco
- 1972 Desportiva
- 1973 Rio Branco
- 1974 Desportiva
- 1975 Rio Branco
- 1976 Vitória
- 1977 Desportiva
- 1978 Rio Branco
- 1979 Desportiva
- 1980 Desportiva
- 1981 Desportiva
- 1982 Rio Branco
- 1983 Rio Branco
- 1984 Desportiva
- 1985 Rio Branco
- 1986 Desportiva
- 1987 Guarapari
- 1988 Ibiraçu
- 1989 Desportiva
- 1990 Colatina
- 1991 Muniz Freire
- 1992 Desportiva
- 1993 Linhares EC
- 1994 Desportiva
- 1995 Linhares EC
- 1996 Desportiva
- 1997 Linhares EC
- 1998 Linhares EC
- 1999 Serra
- 2000 Desportiva
- 2001 Alegrense
- 2002 Alegrense
- 2003 Serra
- 2004 Serra
- 2005 Serra
- 2006 Vitória
- 2007 Linhares FC
- 2008 Serra
- 2009 São Mateus
- 2010 Rio Branco
- 2011 São Mateus
- 2012 Aracruz
- 2013 Desportiva
- 2014 Estrela do Norte
- 2015 Rio Branco
- 2016 Desportiva
- 2017 Atlético Itapemirim
- 2018 Serra
- 2019 Vitória
- 2020 Rio Branco-VN
- 2021 Real Noroeste
- 2022 Real Noroeste
- 2023 Real Noroeste
- 2024 - Rio Branco

### Titels per club
| Club                | Stad                    | Titels | Seizoenen |
| ------------------- | ----------------------- | ------ | --- |
| Rio Branco          | Vitória                 | 38     | (1918, 1919, 1921, 1924, 1929, 1930, 1934, 1935, 1936, 1937, 1938, 1939, 1941, 1942, 1945, 1946, 1947, 1949, 1951, 1957, 1958, 1959, 1962, 1963, 1966, 1968, 1969, 1970, 1971*, 1973, 1975, 1978, 1982, 1983, 1985, 2010, 2015, 2024) |
| Desportiva          | Cariacica               | 18     | (1964, 1965, 1967, 1972, 1974, 1977, 1979, 1980, 1981, 1984, 1986, 1989, 1992, 1994, 1996, 2000, 2013, 2016) |
| Vitória             | Vitória                 | 10     | (1920, 1932, 1933, 1943, 1950, 1952, 1956, 1976, 2006, 2019) |
| América             | Vitória                 | 6      | (1917, 1922, 1923, 1925, 1927, 1928) |
| Santo Antônio       | Vitória                 | 6      | (1931, 1953, 1954, 1955, 1960, 1961) |
| Serra               | Serra                   | 6      | (1999, 2003, 2004, 2005, 2008, 2018) |
| Linhares EC         | Linhares                | 4      | (1993, 1995, 1997, 1998) |
| Real Noroeste       | Águia Branca            | 3      | (2021, 2022, 2023) |
| Alegrense           | Alegre                  | 2      | (2001, 2002) |
| São Mateus          | São Mateus              | 2      | (2009, 2011) |
| Americano           | Vitória                 | 1      | (1940) |
| Cachoeiro           | Cachoeiro de Itapemirim | 1      | (1948) |
| Caxias              | Vitória                 | 1      | (1944) |
| Colatina            | Colatina                | 1      | (1990) |
| Estrela do Norte    | Cachoeiro de Itapemirim | 1      | (2014) |
| Floriano            | Vitória                 | 1      | (1926) |
| Guarapari           | Guarapari               | 1      | (1987) |
| Ibiraçu             | Ibiraçu                 | 1      | (1988) |
| Aracruz             | Aracruz                 | 1      | (2012) |
| Linhares FC         | Linhares                | 1      | (2007) |
| Muniz Freire        | Muniz Freire            | 1      | (1991) |
| Atlético Itapemirim | Itapemirim              | 1      | (2017) |
| Rio Branco-VN       | Venda Nova do Imigrante | 1      | (2020) |

## Eeuwige ranglijst
Vetgedrukt de clubs die in 2025 in de hoogste klasse spelen. Enkel seizoenen vanaf 1988 worden weergegeven omdat het aantal clubs van de voorgaande jaren niet altijd meer bekend zijn.
| Club                 | Stad                    | /38 | Periode (1988-2025)                                   |
| -------------------- | ----------------------- | --- | ----------------------------------------------------- |
| Rio Branco           | Vitória                 | 35  | 1988-2004, 2006-2013, 2015-2017, 2019-                |
| Vitória              | Vitória                 | 33  | 1988-2000, 2003-2007, 2010-2015, 2017-                |
| Desportiva           | Cariacica               | 32  | 1988-2002, 2004, 2008-2010, 2013-                     |
| São Mateus           | São Mateus              | 25  | 1988, 1991-1994, 1999-2006, 2009-2018, 2020-2021      |
| Estrela do Norte     | Cachoeiro de Itapemirim | 28  | 1988-1995, 1997-1998, 2000-2007, 2013-2016, 2019-2024 |
| Serra                | Serra                   | 22  | 1998-2012, 2018-2024                                  |
| Real Noroeste        | Águia Branca            | 14  | 2012-                                                 |
| Rio Branco-VN        | Venda Nova do Imigrante | 13  | 1994-1999, 2018-2022, 2024-                           |
| Aracruz              | Aracruz                 | 13  | 1991-1995, 1997-2001, 2011-2013                       |
| Linhares FC          | Linhares                | 13  | 2006-2017, 2020                                       |
| Linhares EC          | Linhares                | 12  | 1991-2002                                             |
| Vilavelhense         | Vila Velha              | 11  | 2004-2010, 2021-2023, 2025-                           |
| Comercial            | Alegre                  | 9   | 1993-2001                                             |
| Castelo              | Castelo                 | 9   | 1989-1992, 1994-1995, 2014-2015, 2019                 |
| AA Colatina          | Colatina                | 8   | 1988-1992, 1994-1996                                  |
| Jaguaré              | Jaguaré                 | 8   | 2005-2010, 2024-                                      |
| Atlético Itapemirim  | Itapemirim              | 7   | 2015-2020, 2023                                       |
| CTE Colatina         | Colatina                | 7   | 2003-2008, 2022                                       |
| Espírito Santo       | Vitória                 | 7   | 2010-2013, 2016-2018                                  |
| Tupy                 | Vila Velha              | 6   | 2002-2004, 2017-2019                                  |
| Alfredo Chaves       | Alfredo Chaves          | 6   | 1991-1996                                             |
| Rio Pardo            | Iúna                    | 6   | 1991-1992, 1994-1997                                  |
| Muniz Freire         | Muniz Freire            | 6   | 1990-1991, 1994-1997                                  |
| Guarapari            | Guarapari               | 5   | 1988-1991, 1995                                       |
| Ibiraçu              | Ibiraçu                 | 5   | 1988-1992                                             |
| Cachoeiro            | Cachoeiro de Itapemirim | 4   | 2002-2003, 2005-2006                                  |
| Ordem e Progresso    | Bom Jesus do Norte      | 4   | 1988-1991                                             |
| São Mateus FC        | São Mateus              | 4   | 1995-1998                                             |
| Nova Venécia FC      | Nova Venécia            | 4   | 2022-                                                 |
| Pinheiros            | Pinheiros               | 3   | 2007-2008, 2021                                       |
| Atlético Colatinense | Colatina                | 3   | 2007-2009                                             |
| Colatina SE          | Colatina                | 3   | 2011-2012, 2014                                       |
| Botafogo de Jaguaré  | Jaguaré                 | 3   | 2012-2014                                             |
| Mimosense            | Mimoso do Sul           | 3   | 1995-1996, 1998                                       |
| Doze                 | Vitória                 | 3   | 2016-2018                                             |
| AA Nova Venécia      | Nova Venécia            | 3   | 1993-1995                                             |
| Veneciano            | Nova Venécia            | 3   | 2002-2003, 2005                                       |
| Rio Bananal          | Rio Bananal             | 3   | 2008-2010                                             |
| Santa Maria          | Santa Maria de Jetibá   | 3   | 1999-2001                                             |
| Porto Vitória        | Vitória                 | 3   | 2023-                                                 |
| Alegrense            | Alegre                  | 2   | 2002-2003                                             |
| Riachuelo            | Aracruz                 | 2   | 2000-2001                                             |
| Capixaba             | Vila Velha              | 2   | 1997, 2025-                                           |
| Nacional             | Itaguaçu                | 2   | 1999-2000                                             |
| Sport Linharense     | Linhares                | 2   | 2015-2016                                             |
| Comercial de Muqui   | Muqui                   | 2   | 1991-1992                                             |
| Santo Antônio        | Vitória                 | 2   | 1988-1989                                             |
| Santos               | Barra de São Francisco  | 1   | 1992                                                  |
| Atlético             | Jerônimo Monteiro       | 1   | 1991                                                  |
| Industrial EC        | Linhares                | 1   | 1991                                                  |
| Botafogo Veneciano   | Nova Venécia            | 1   | 1992                                                  |
| EC Industrial        | Santa Maria de Jetibá   | 1   | 1991                                                  |
| Santa Teresa         | Santa Teresa            | 1   | 1995                                                  |
| São Gabriel          | São Gabriel da Palha    | 1   | 1999                                                  |
| Mariano              | Aracruz                 | 1   | 1994                                                  |
| GEL                  | Serra                   | 1   | 2009                                                  |

1. ↑  Bola na Área. Gearchiveerd op 9 april 2023.
2. ↑  Desportiva speelde tussen 1999 en 2011 als Desportiva Capixaba
3. ↑  Linhares FC speelde in 2006 als CF Linhares
4. ↑  CTE Colatina speelde ook onder de naam Espírito Santo SE
5. ↑  Espírito Santo FC speelde van 2010 tot 2013 in de stad Anchieta
6. ↑  Colatina SE speelde in 2011 en 2012 als Colatina EC
7. ↑  Botafogo FC de Jaguaré speelde in 2012 als Conilon FC
8. ↑   Sport Club Capixaba speelde tot 2020 in Guaçuí
9. ↑  Sport Linharense speelde in 2015 als Sport Capixaba in Domingos Martins